# 岩剣城
岩剣城（いわつるぎじょう）は、鹿児島県姶良市平松にあった中世の日本の城。標高210メートルの岩剣山頂にあり、山は剣の平（けんのひら）とも呼ばれている。姶良市指定史跡。

## 概要
島津義久、義弘、歳久の初陣の合戦が行われた城として、また、鉄砲が日本史上初めて実戦で使われた城として有名である。ただし、鉄砲についてはこれ以前に使用されていたとする異説もある。

## 沿革

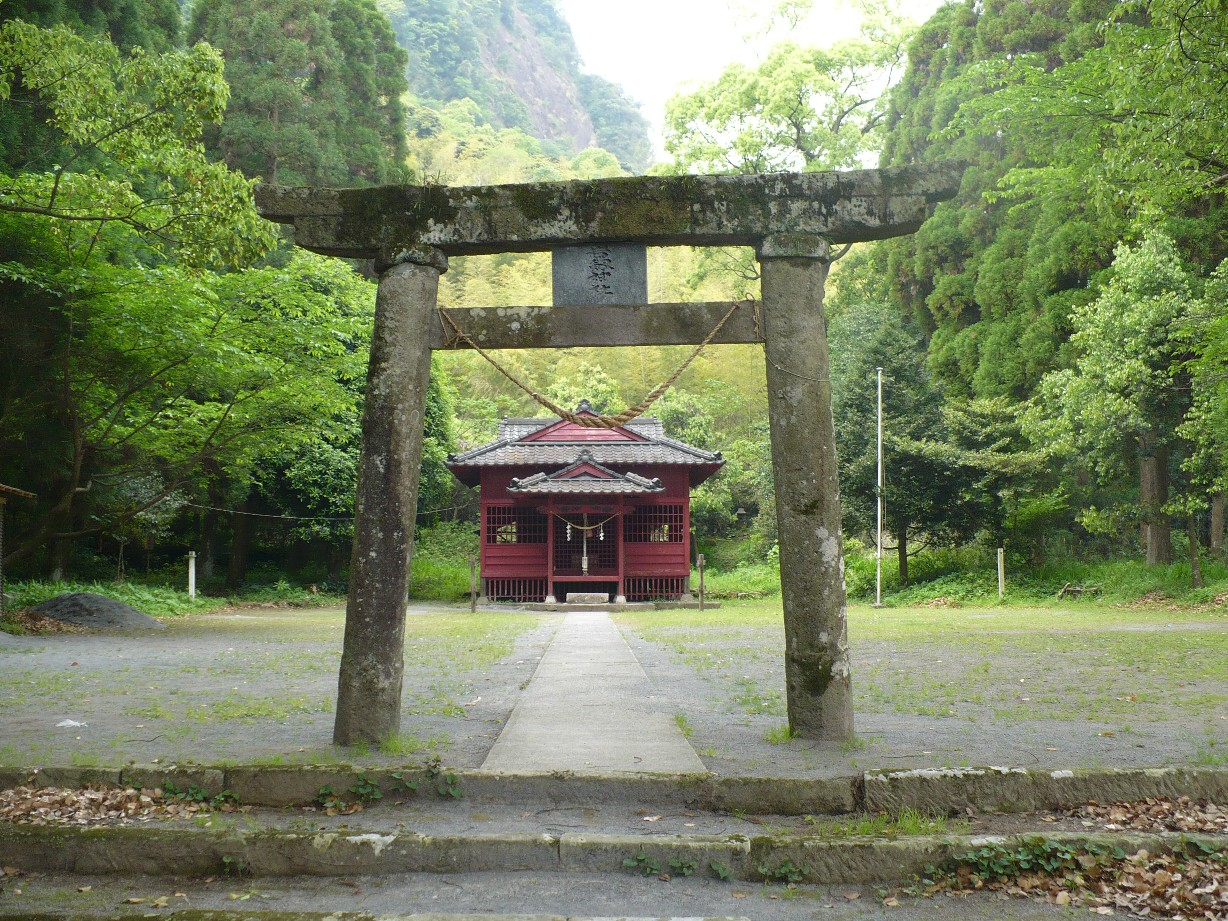
麓の岩剣神社

薩摩国の国人の一人・祁答院良重が築城したと伝えられるが、築城時期の詳細は不明である。1529年（享禄2年）頃との説がある。
天文年間（1532年～1555年）、祁答院良重は菱刈隆秋、蒲生範清と組んで島津貴久に反旗を翻した。1554年（天文23年）、菱刈、蒲生連合軍が島津側の武将・肝付兼演の居城である加治木城を攻め、貴久は加治木城を救援するため祁答院良重の住む岩剣城を息子の島津義久、義弘（当時「忠平」）、歳久に攻めさせる。岩剣城は三方を断崖に囲まれた天然の要塞であり、良重もよく籠城して耐えたが、救援に来た蒲生範清が島津側に撃退されると孤立無援となり、最後は籠城した女性が化粧道具を投げてまで応戦したが多勢に無勢は明らかで、ついに良重主従は岩剣城を捨てて本拠のあった祁答院（現薩摩川内市祁答院町）に逃亡し、岩剣城は落城した。残された女性は城の断崖から身投げして自害したという。
この城がなかなか落城しなかったのは、麓の岩剣神社の加護があるからだとして、御神体を白銀坂にある島津氏の本陣に勧請して「戦いに勝利を収めたら、毎年例祭日に神舞を奉納しよう」と願を立てたところ、その夜のうちに城から敵勢が逃亡し落城したとの伝がある。
その後、この城の城代に島津義弘が任命されて入城したが、城の立地はあまりにも不便であり、麓に「平松館」を築いて、その後1564年（永禄7年）に飯野城に転出するまでここを本拠とした。義弘が転出した後の岩剣城と平松館の状況は不明である。
文禄（1593年～1596年）頃には義弘の娘で島津朝久未亡人となった御屋地とその子供がこの平松館に居住していた。
1606年（慶長11年）、義弘は再びこの平松館を居所とするが、わずか1年後の1607年（慶長12年）には加治木館に転居し、岩剣城は実質的に廃城となった。
平松館は1737年（元文2年）に島津継豊の弟・忠紀が越前島津家を再興したときにその居館となり再建される。その後明治まで使われていた。ちなみに最後の住人は島津久光の子息・珍彦である。

## 現状

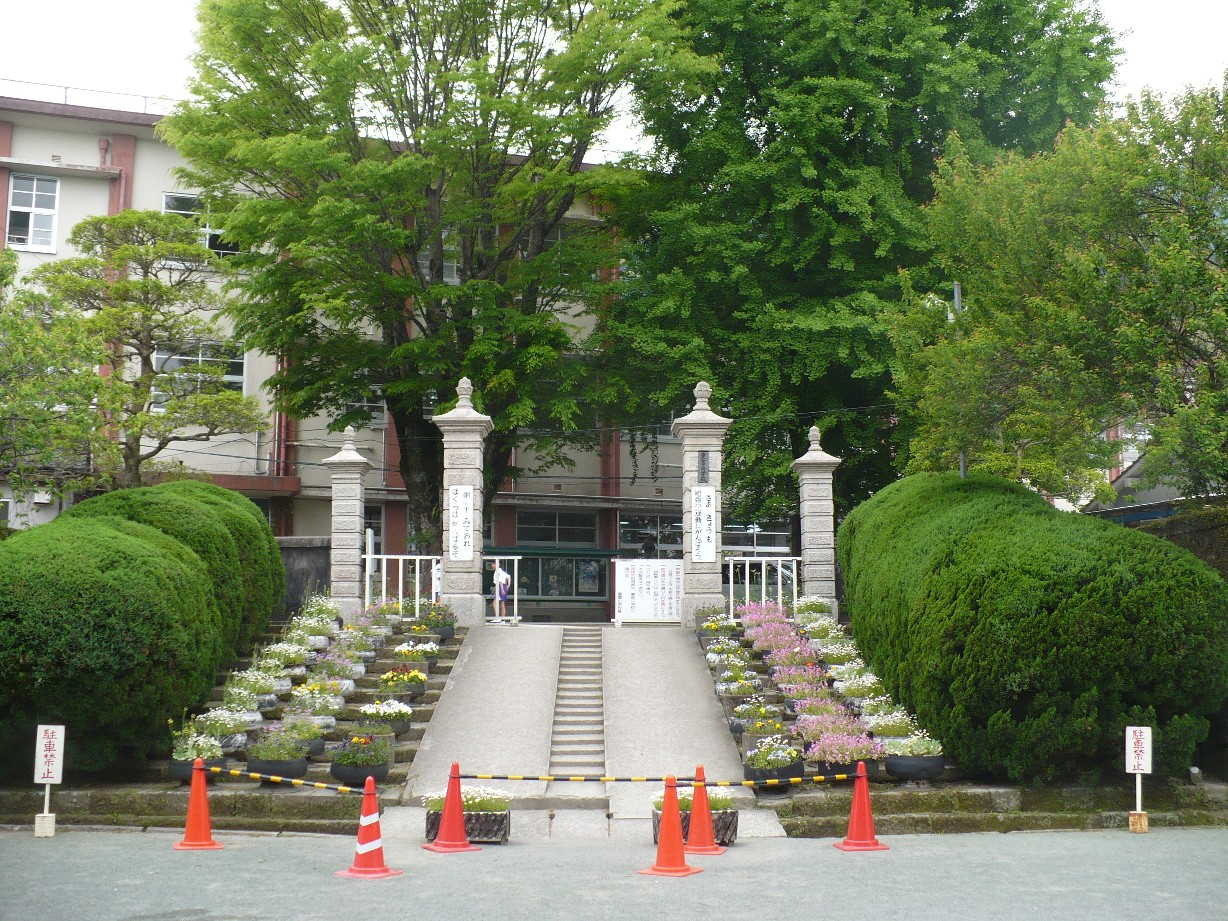
平松館の跡地にある重富小学校、門は鹿児島県庁で使用されていたものを譲り受けたもの

前述したように岩剣城は三方を断崖に囲まれた山の上に築かれた城であり、山上には当時の曲輪や空堀などが良好に残っている。麓の岩剣神社付近からの登山道が存在するが、整備状況はあまり良くない。
平松館の跡地は現在では姶良市立重富小学校となり、周囲に当時の石垣が残されている。